# デーヴァダハ経
『デーヴァダハ経』（デーヴァダハきょう、巴: Devadaha-sutta, デーヴァダハ・スッタ）とは、パーリ仏典経蔵中部に収録されている第101経。『天臂経』（てんぴきょう）とも。
類似の伝統漢訳経典としては、『中阿含経』（大正蔵26）の第19経「尼乾経」がある。
釈迦が、デーヴァダハ（天臂）村で比丘たちに、ニガンタ・ナータプッタ（尼乾陀若提子）のジャイナ教を批判しつつ、仏法を説く。

## 構成

### 登場人物
- 釈迦

### 場面設定
ある時、釈迦は釈迦族のデーヴァダハ（天臂）村に滞在していた。
釈迦は比丘たちに、ジャイナ教徒はカルマ（業）は苦行によって消滅すると説いているが、カルマ（業）が何であるか知らないままなので、傷が分からないまま傷を治療しようとしているようなものだと批判する。更に、彼らは法を確かめて信じているわけでもなく、師の行いを見て信じているわけでもなく、無闇にただ盲信しているだけだと指摘する。
そして、仏教の苦楽中道、十善戒、六根・六境、五蓋、四禅、三明、三漏などについて説く。
比丘たちは歓喜する。

## 日本語訳
- 『南伝大蔵経・経蔵・中部経典3』（第11巻上） 大蔵出版
- 『パーリ仏典 中部（マッジマニカーヤ）後分五十経篇I』 片山一良訳 大蔵出版
- 『原始仏典 中部経典3』（第6巻） 中村元監修 春秋社